# Synchiropus ijimae
Synchiropus ijimae — вид піскаркових, поширений у північно-західній Пацифіці вздовж берегів Японії та Південної Кореї. Морська рифова демерсальна риба, що сягає 10 см довжиною.